# Cyclostremiscus gordanus
Cyclostremiscus gordanus är en snäckart som först beskrevs av Leo George Hertlein och Strong 1951.  Cyclostremiscus gordanus ingår i släktet Cyclostremiscus och familjen Vitrinellidae. Inga underarter finns listade i Catalogue of Life.